# Jaskinia w Kosówkach
Jaskinia w Kosówkach – jaskinia w Dolinie Kościeliskiej w Tatrach Zachodnich. Ma dwa otwory wejściowe znajdujące się w Kominiarskim Wierchu, w pobliżu grani prowadzącej w kierunku Raptawickiej Turni, nad Doliną Smytnią, w pobliżu Jaskini Skośnej i Jaskini pod Głazem, na wysokości 1760 metrów n.p.m. Długość jaskini wynosi 20 metrów, a jej deniwelacja 6,50 metra.

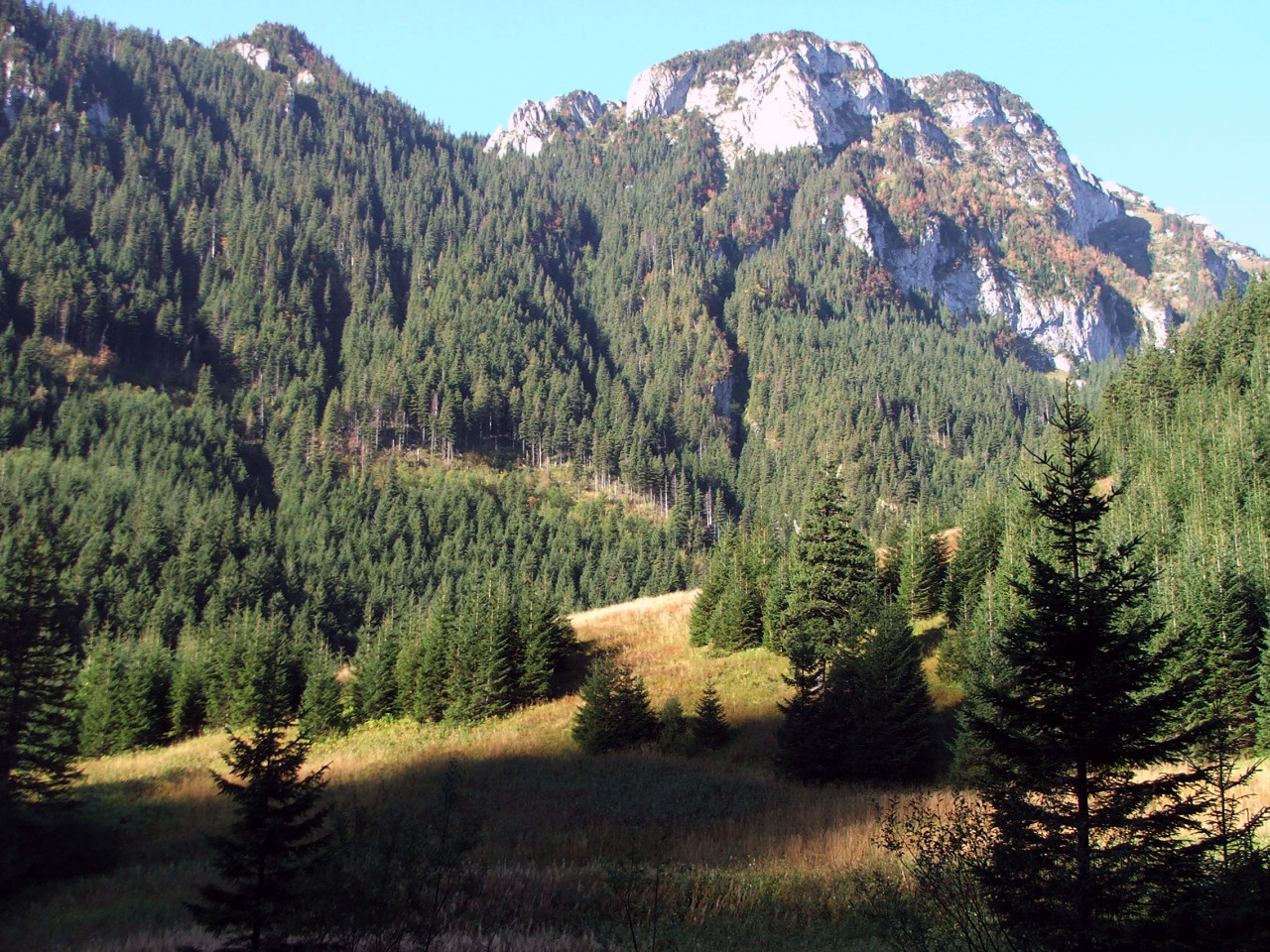
Dolina Smytnia

## Opis jaskini
Jaskinia powstała na szczelinach tektonicznych. Stanowi ją wąska studzienka, której górną częścią jest otwór ukryty w kosodrzewinie (stąd nazwa jaskini) i korytarzyk zaczynający się na jej dnie, którym dochodzi się do niewielkiej salki "Jupiterowej" mającej połączenie z powierzchnią drugim, ciasnym otworem. W salce zaczyna się wąski korytarzyk, który dalej rozszerza się i kończy zawaliskiem. Jaskinia pozbawiona jest szaty naciekowej.

## Przyroda
W jaskini brak jest roślinności.

## Historia odkryć
Jaskinię odkryli w 1965 roku członkowie Sekcji Grotołazów AKT Poznań przy radzie Okręgowej ZSP w Poznaniu,.